# Pyščug
Pyščug (in russo Пыщуг?) è un villaggio della Russia europea centro-settentrionale, situato nella oblast' di Kostroma. È il centro amministrativo del rajon Pyščugskij.
Si trova sul fiume omonimo (affluente del Vetluga), 365 km a nord-est della città di Kostroma.